# نویینگ برادرز
نویینگ برادرز (انگلیسی: Knowing Bros; کره‌ای: 아는 형님) یک برنامه تلویزیونی سرگرمی کره جنوبی است که توسط اس‌ام سی اند سی تولید می‌شود و از ۵ دسامبر ۲۰۱۵، شنبه‌ها از جی‌تی‌بی‌سی پخش می‌شود. محیط برنامه به صورت یک کلاس درس مدرسه است و اعضای ثابت برنامه به عنوان دانش آموزان هم سن و سال در این برنامه ایفای نقش می‌کنند و مهمانان به عنوان دانش آموز از مدرسه‌ای دیگر وارد برنامه می‌شوند و اعضای ثابت با آنها مصاحبه می‌کنند.
اعضای ثابت فعلی نویینگ برادرز عبارتند از: کانگ هو دونگ، سو جانگ هون، کیم یونگ چول، لی سو-گون، کیم هی-چول، مین کیونگ هون، لی سانگ مین و لی جین هو. جانگ سونگ کیو و شین‌دونگ نیز به صورت دوره‌ای میزبانی بخش‌های بازی را برعهده دارند.